# Powstanie w Kronsztadzie (1905)
Powstanie w Kronsztadzie (ros. Кронштадтское восстание – Kronsztadskoje wosstanije) – zbrojny bunt marynarzy Floty Bałtyckiej oraz żołnierzy garnizonu w Kronsztadzie, jeden z buntów w armii i flocie Imperium Rosyjskiego podczas rewolucji 1905–1907 roku. Powstanie wybuchło 26 października?/8 listopada 1905 r. i zostało stłumione w ciągu dwóch dni.

## Tło wydarzeń
W 1905 r. w Kronsztadzie stacjonowało 9 tys. marynarzy Floty Bałtyckiej i 4 tys. żołnierzy. Latem tego roku wśród marynarzy powtarzały się problemy z dyscypliną, wybuchały zamieszki z powodu złego wyżywienia. Protesty marynarzy pacyfikowały oddziały piechoty. Wielu marynarzy i żołnierzy zostało karnie przeniesionych do Kronsztadu po tym, gdy wzięli udział w buntach i protestach w innych garnizonach. W ten sposób w Kronsztadzie znalazło się kilkuset uczestników buntu w Lipawie w czerwcu 1905 r. Dwa tysiące żołnierzy artylerii fortecznej służyło w zachodnich guberniach Imperium i w 1905 r. powinni byli już zakończyć służbę. Nie zostali jednak zwolnieni z armii w związku z wojną rosyjsko-japońską. 
Wydanie manifestu październikowego i ustąpienie cara Mikołaja II przed żądaniami opozycji wywarły ogromne wrażenie na żołnierzach w całej Rosji. Fakt, iż samowładca poszedł na ustępstwa, podważył panującą dotąd w rosyjskiej armii dyscyplinę. Wielu żołnierzy było przekonanych, że manifest uprawnia ich nie tylko do zaangażowania politycznego, ale też do nieposłuszeństwa wobec oficerów, picia alkoholu, a nawet przemocy wobec cywilów. Przez garnizony w całym kraju przetoczyła się fala protestów i zbrojnych buntów. 
W Kronsztadzie ogłoszenie manifestu wywołało żywiołowe demonstracje. Marynarze dołączali do wieców antycarskich oraz sami protestowali na ulicach przeciwko złym warunkom panującym w koszarach. Komendant garnizonu adm. Aleksiej Birilow nakazał podległym oficerom wyjaśnienie żołnierzom i marynarzom, że manifest nie dotyczył armii. Wezwał również kapelanów i duchowieństwo prawosławnych parafii w Kronsztadzie do uspokajania nastrojów. Zabiegi te nie przyniosły efektów. Marynarze domagali się radykalnych zmian w armii.

## Przebieg wystąpienia
23 października?/5 listopada 1905 r. około tysiąca marynarzy, pewna liczba żołnierzy oraz kilka tysięcy cywilów, popierających wystąpienia rewolucyjne, zgromadziła się w Kronsztadzie na wiecu, podczas którego manifest październikowy został ostro skrytykowany. Mówcy wskazywali, że ustępstwa cara w żaden sposób nie zmieniają złych warunków odbywania służby wojskowej. Przedstawiciele żołnierzy i marynarzy wystąpili z własną listą żądań, na której znalazły się: skrócenie czasu służby, podwyższenie żołdu, przyznanie lepszego wyżywienia i mundurów, prawo do swobodnego dysponowania czasem wolnym, w tym do picia alkoholu, wstępu do parków miejskich (co było w Kronsztadzie zakazane dla marynarzy) i udziału w wydarzeniach publicznych. Marynarze stwierdzili również, że skoro manifest październikowy przewidywał wolność słowa, powinna ona oznaczać również pełną swobodę wyrażania swojego niezadowolenia w rozmowach z oficerami. Na wiec 23 października?/5 listopada 1905 r. przybył dowódca Floty Bałtyckiej adm. Konstantin Nikonow, wzywając marynarzy do rozejścia się. W kolejnych dniach Nikonow spotykał się z marynarzami i wysłuchiwał ich skarg. Obok skarg dotyczących warunków służby usłyszał również żądania powołania obieralnych sądów dyscyplinarnych i przeglądu całego regulaminu floty. Marynarze gromadzili się na ulicach, ostentacyjnie rozlewali kotły z zupą i niemal jawnie dyskutowali o tym, że po kolejnym wiecu, zaplanowanym na 30 października?/12 listopada 1905 r., rozpocznie się otwarty bunt. Marynarze spalili również domy publiczne w Kronsztadzie.
26 października?/8 listopada 1905 r. jedna z kompanii piechoty stacjonujących w garnizonie kronsztadzkim złożyła w dowództwie swoją listę żądań. Żądali m.in. wolności zgromadzeń oraz swobodnego wyrażania swoich potrzeb i skarg. Oficerowie zdecydowali o aresztowaniu 50 żołnierzy i osadzeniu ich w jednym z fortów Kronsztadu położonych na mniejszych wyspach. O zatrzymaniu żołnierzy dowiedział się tłum żołnierzy i marynarzy, którzy właśnie niszczyli kronsztadzkie domy publiczne i rabowali sklepy z alkoholem. Podczas próby uwolnienia zatrzymanych jeden z marynarzy został śmiertelnie postrzelony, a inny - ciężko ranny. Marynarze ruszyli do koszar, przekazując dalej informacje o zdarzeniu. Wybuchło powstanie, do którego dołączyło 3-4 tys. marynarzy i żołnierzy.
W buncie wzięli udział marynarze, kursanci kronsztadzkiej szkoły wojskowej, znaczna część artylerzystów. Większość piechoty garnizonu pozostała natomiast lojalna wobec władz. Część budynków koszarowych w mieście została zamknięta przez oficerów, przez co przebywający w nich żołnierze nie mogli dołączyć do buntu. Koszary, z których nikt nie dołączył do buntu, zostały zaatakowane przez powstańców. Działacze partii rewolucyjnych oraz marynarze o sprecyzowanych rewolucyjnych poglądach politycznych (przed 1905 r. rosyjscy socjaldemokraci mieli w Kronsztadzie swoje kółka) chcieli w sposób zorganizowany prowadzić powstanie, lecz większość buntowników zajęła się rozbijaniem sklepów, niszczeniem kwater oficerów i demonstrowaniem z bronią na ulicach. Atakowali również oficerów, których spotkali. Buntownicy splądrowali około 120 sklepów i kilka prywatnych domów. Wywołane przez nich straty wyceniono potem na milion rubli. 25 października?/7 listopada 1905 r. w godzinach rannych oficerowie oraz cywilni mieszkańcy Kronsztadu uciekli z miasta.
Następnego dnia adm. Nikonow poprosił o skierowanie na teren miasta i twierdzy dodatkowych jednostek w celu stłumienia buntu. Stwierdził, że nawet marynarze, którzy nie przyłączyli się do powstania, nie byli godni zaufania. Do Kronsztadu wprowadzono 8 batalionów piechoty sprowadzonych z Petersburga i Pskowa (według innego źródła - z Peterhofu, Oranienbaumu i Petersburga). Marynarze wycofali się na ich widok do koszar. Do 28 października?/10 listopada 1905 r. żołnierze lojalni wobec caratu opanowali wszystkie budynki koszarowe. W ciągu kolejnych dni wojsko aresztowało ok. dwóch tysięcy marynarzy podejrzanych o udział w buncie. W czasie powstania i jego tłumienia zginęło 26 osób, głównie zbuntowanych marynarzy, a 107 zostało rannych. Według innej oceny zginęły 24 osoby, z tego pięcioro cywilów, zaś 72 osoby, w tym 14 cywilnych, zostało rannych, według kolejnej zabitych było 22, a rannych 88.
Marynarze podejrzewani o udział w buncie mieli być sądzeni według praw stanu wojennego. Petersburska Rada Delegatów Robotniczych, aby uniemożliwić skazanie uczestników powstania na śmierć, ogłosiła na 1 listopada?/14 listopada 1905 r. strajk w petersburskich fabrykach w geście solidarności z marynarzami oraz w geście protestu przeciwko wprowadzeniu stanu wojennego w Królestwie Polskim. Rada wydała również proklamację, w której stwierdzała, iż robotnicy wstawiają się u władz za marynarzami. W rezultacie 5 listopada?/18 listopada 1905 r. władze ogłosiły, że marynarze będą sądzeni według przepisów na czas pokoju. Autorytet Rady w armii znacząco wzrósł, zwłaszcza wśród żołnierzy jednostek stacjonujących w Petersburgu. Wydarzenia w Kronsztadzie odbiły się szerokim echem również w innych garnizonach; żołnierze wielokrotnie grozili odtąd oficerom "drugim Kronsztadem" w razie niespełniania ich żądań. W tym samym roku w rosyjskich garnizonach wybuchały kolejne bunty, a ich pacyfikowanie przez wojsko lojalne wobec władz nie zniechęcało kolejnych protestujących. 
Po stłumieniu powstania w Kronsztadzie nadal były obecne partie rewolucyjne - socjaldemokraci (bez podziału na bolszewików i mienszewików) oraz eserowcy, którzy pod presją żołnierzy i marynarzy stworzyli wspólną organizację i ściśle koordynowali swoje działania. W 1906 r. w Kronsztadzie doszło do kolejnego zbrojnego wystąpienia, które również zostało stłumione.
Przed sądem stanęło 208 marynarzy oskarżonych o udział w buncie. Dziewięciu zostało skazanych na katorgę, 67 - na kary więzienia, 84 uniewinniono, pozostałych sąd skierował do batalionów karnych lub pozostawił w areszcie. Przynajmniej 120 żołnierzy i 27 marynarzy, wbrew wcześniejszej obietnicy, postawiono przed sądem specjalnym, który wymierzył 105 z nich kary więzienia lub katorgi.